# Saint-Nicodème
Saint-Nicodème település Franciaországban, Côtes-d’Armor megyében. Lakosainak száma 168 fő (2022. január 1.). Saint-Nicodème Kergrist-Moëlou, Locarn, Maël-Pestivien, Peumerit-Quintin, Saint-Servais és Trémargat községekkel határos.

## Népesség
A település népessége az elmúlt években az alábbi módon változott:
| Lakosok száma | 316  | 226  | 209  | 156  | 176  | 171  | 168  | 168  | 180  | 168  |
|               | 1968 | 1982 | 1990 | 2006 | 2013 | 2015 | 2017 | 2019 | 2020 | 2022 |